# 白衣寺塔及白衣菩萨殿
白衣寺塔及白衣菩萨殿，位于中国甘肃省兰州市城关区，为一个省级文物保护单位，类型为古建筑。
白衣寺塔及白衣菩萨殿的历史年代为明、清。